# Saif al-Arab al-Gaddafi
Saif al-Arab al-Gaddafi (em árabe: سيف العرب القذافي, lit. Iluminado Espada dos Árabes; de Gaddafa; 6 de Agosto de 1982 - 30 de Abril de 2011) foi um político líbio. Era o sexto filho do ex-líder líbio Muammar al-Gaddafi. Por volta de 2006 para 2010, Saif passou grande parte de seu tempo em Munique onde estava matriculado na Universidade Técnica de Munique. Em 30 de abril de 2011, o governo líbio informou que Saif e três de suas sobrinhas e sobrinhos jovens foram mortos por um ataque aéreo da OTAN em sua casa durante a Guerra Civil na Líbia.

Durante o início do levante, Saif foi posto como responsável das forças militares de seu pai, a fim de colocar um fim aos manifestantes em Benghazi. Saif era visto como o perfil mais baixo dos oito filhos de Gaddafi.